# Gertrud Zuelzer

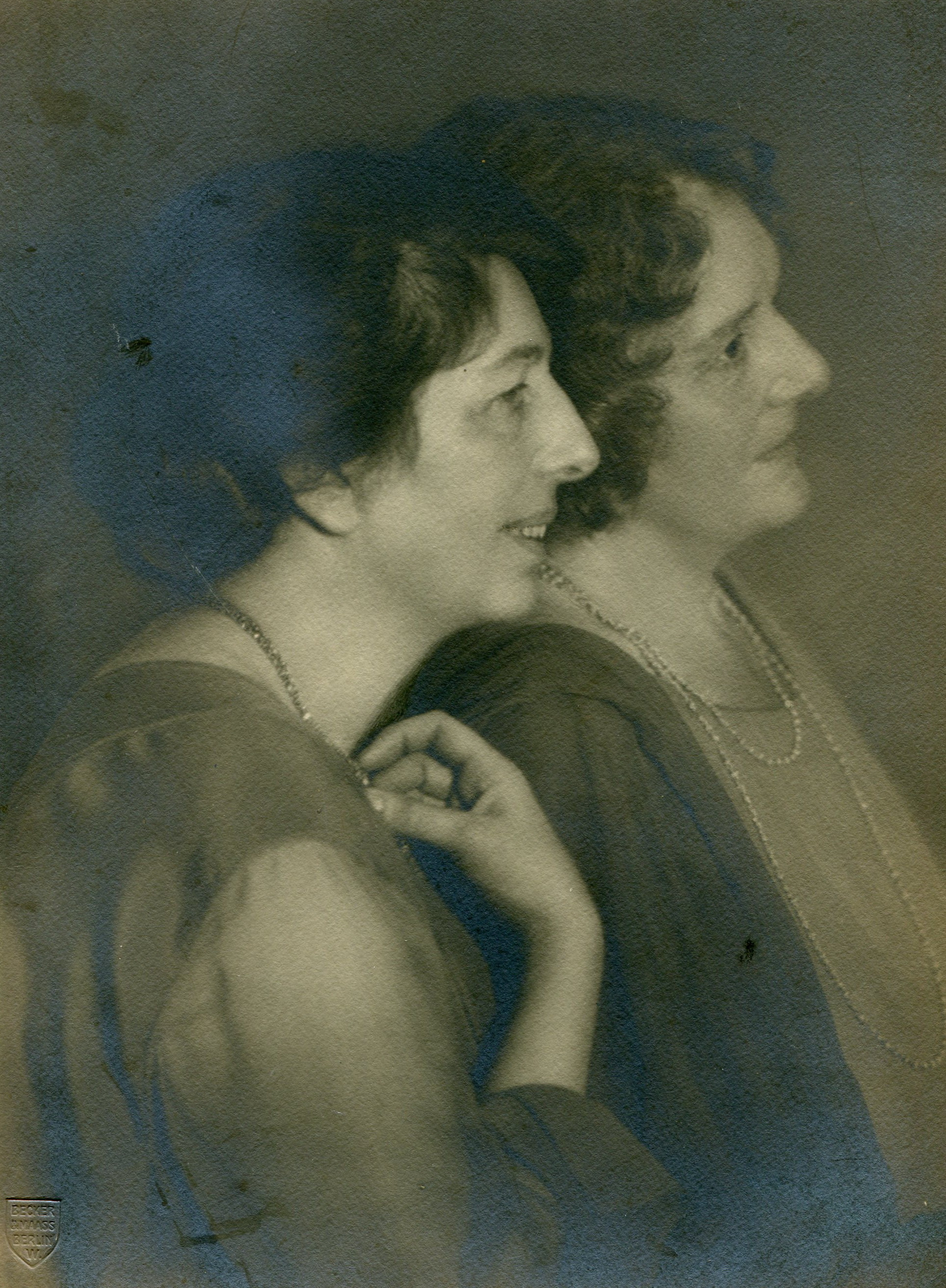
Gertrud und Margarete Zuelzer (um 1930)

Gertrud Zuelzer (* 26. November 1873 in Haynau, Schlesien; † 19. Juni 1968 in West-Berlin) war eine deutsche Malerin.

## Leben
Gertrud Zuezler war die Tochter des jüdischen Tuchfabrikanten Julius Zuelzer (1838–1889) und von Henriette Zuelzer geb. Friedlaender (1852–1931). Seit Mitte der 1890er Jahre ließ sie sich in Berlin und Paris als Kunstmalerin ausbilden. Ihre Lehrer waren Franz Lippisch, Gustave Courtois, Lucien Simon und Charles Cottet. In Paris ließ sie sich insbesondere von Paul Cézanne inspirieren. Nach ihrer Rückkehr nach Berlin, wo sie mit ihrer Schwester Margarete Zuelzer zusammenlebte, erhielt sie vier Jahre Unterricht bei Arthur Kampf und machte sich als Porträt- und Landschaftsmalerin selbständig. Ihre Schwester Anneliese (1872–1948) war seit 1904 mit dem SPD-Reichstagsabgeordneten Albert Südekum verheiratet. Dessen Freund, den 1914 gefallenen SPD-Politiker Ludwig Frank, porträtierte sie anlässlich der Großen Berliner Kunstausstellung 1915. Am 23. Dezember 1916 trat sie vom jüdischen zum protestantischen Glauben über. 1918 leitete sie als freiwillige Kriegsschwester ein Soldatenheim an der Westfront.

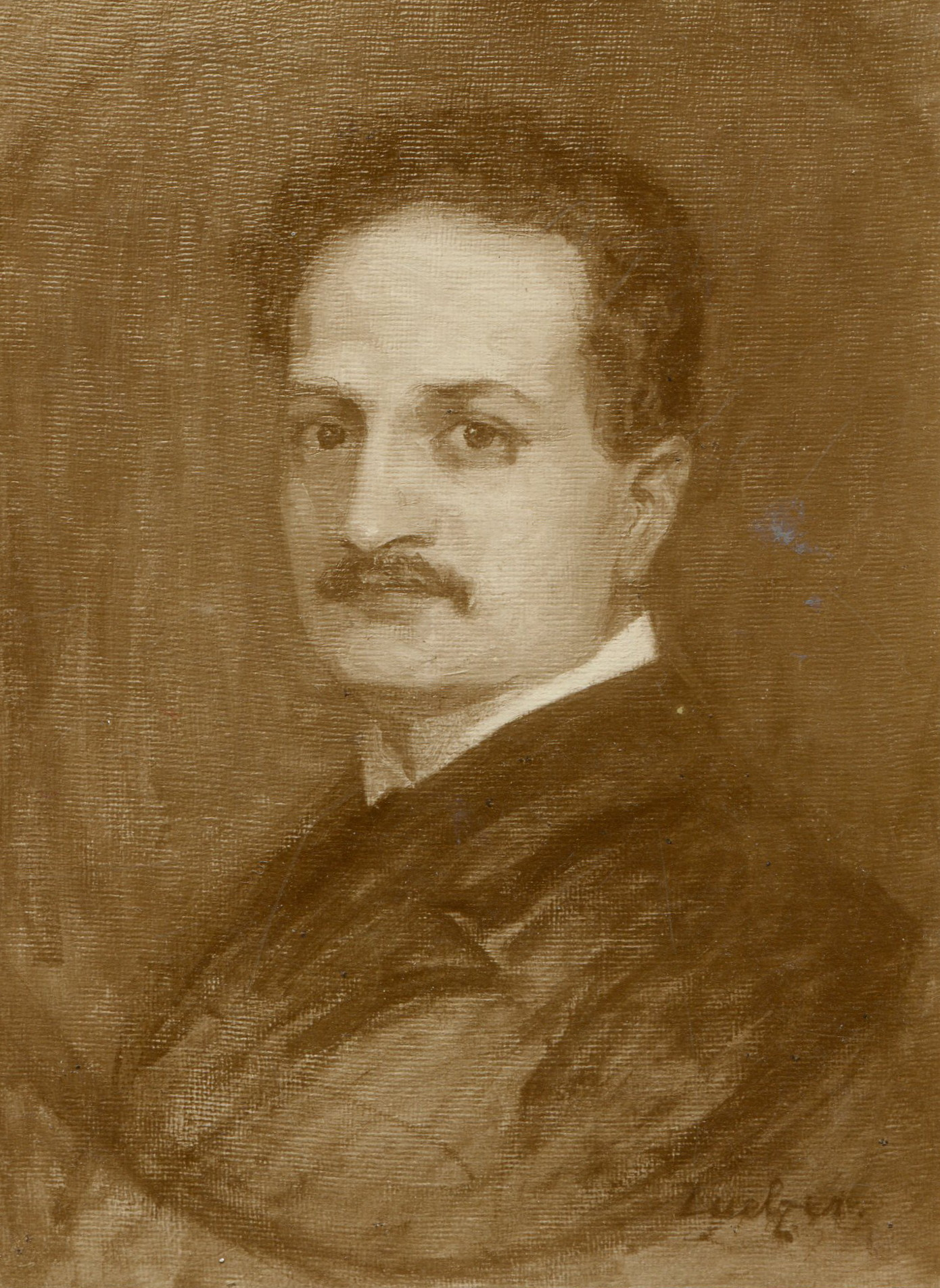
Gertrud Zuelzer: Ludwig Frank (1915)

Ihre Schwester Margarete war 1938 in die Niederlande emigriert. Im September 1942 wurde Gertrud bei dem Versuch, illegal die Schweizer Grenze zu passieren, verhaftet und nach Theresienstadt überstellt. Ihre Freundin Helene Marwitz geb. Pniower, Witwe des 1939 verstorbenen Rechtswissenschaftlers Bruno Marwitz, mit der zusammen sie den Fluchtversuch unternommen hatte, wurde nach Riga deportiert und am 29. Oktober 1942 ermordet. Margarete Zuelzer versorgte ihre in Theresienstadt internierte Schwester von Amsterdam aus mit Kleidung und Zeichenmaterialien. Auf diese Postsendungen führte Gertrud später ihr Überleben zurück. Einige ihrer Theresienstädter Zeichnungen, die sie für Brot verkaufte, haben sich erhalten.
Den Tod ihrer Schwester, die am 23. August 1943 im Durchgangslager Westerbork starb, hat sie nie verkraftet.
Nach der Befreiung des Lagers durch die Rote Armee kehrte sie schwerkrank nach Berlin zurück, wo sie wieder künstlerisch tätig wurde. Sie lebte bei ihrer Nichte Rosemarie Bloch geb. Südekum (1906–2002) in Berlin-Zehlendorf. Sie war eine Nichte des oberschlesischen "Kohlenbarons" Fritz von Friedlaender-Fuld und Cousine des Schriftstellers Emil Ludwig sowie des Kinderarztes Georg Ludwig Zuelzer.

## Werk
Gertrud Zuezler malte figürliche Bilder, Bildnisse und Landschaften. Sie stellte unter anderem bei der Großen Berliner Kunstausstellung und im Münchner Glaspalast aus. Zuletzt nahm sie 1956 an einer Ausstellung des Kunstamtes Charlottenburg im Rathaus Wilmersdorf teil. Zu ihren Werken gehören die Bilder Indische Studentin (Nationalgalerie) und Kirchgang (Kunstamt Charlottenburg).